# 창조사

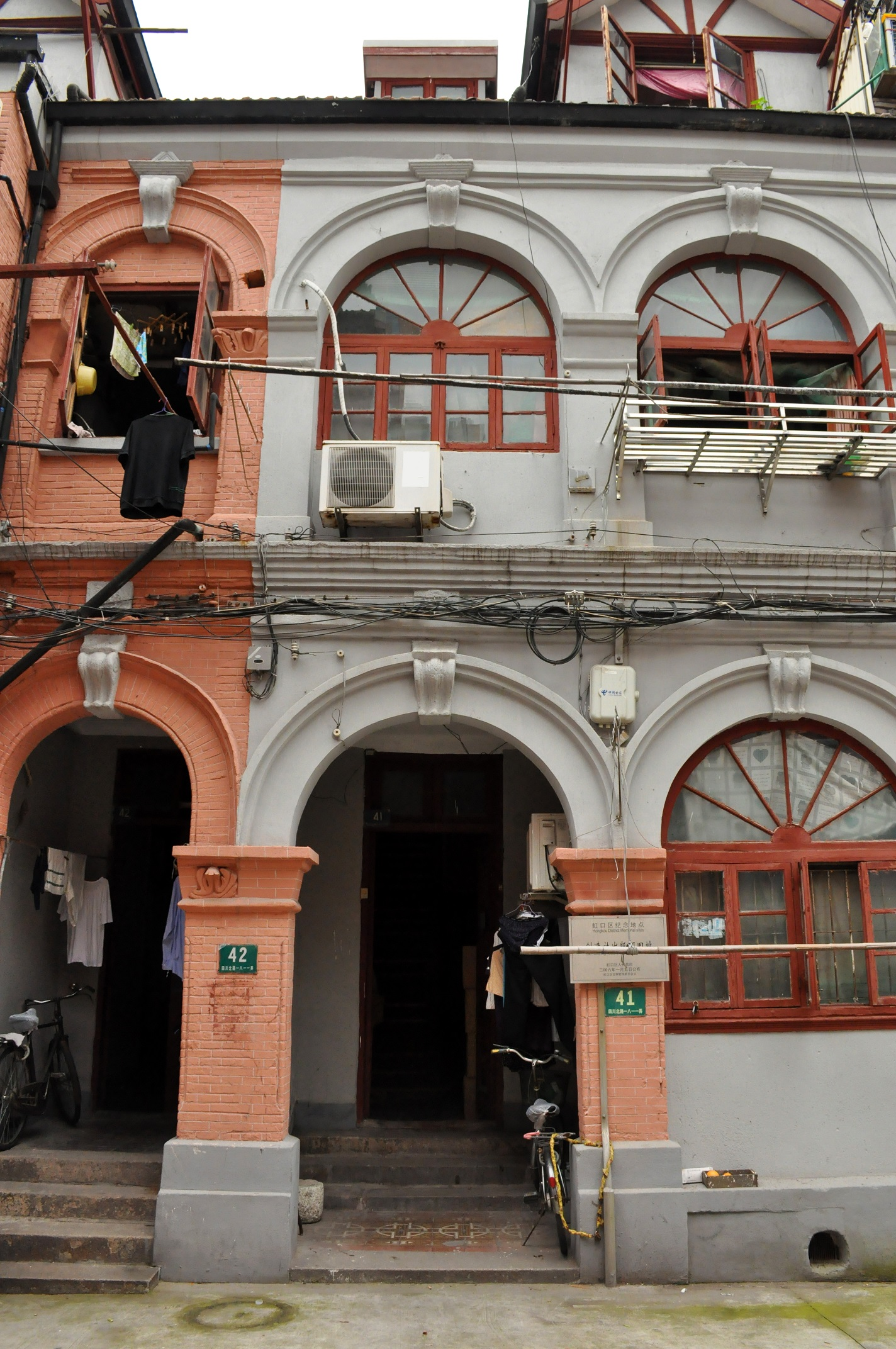

창조사(創造社)는 상하이에서 일본 공산당과 중국 공산당의 성립에 보조를 맞춰서 1921년 결성된 중국 근대문학 초기의 문학단체이다. 궈모뤄(郭沫若), 위다푸(郁達夫), 청팡우(成彷吾), 톈한(田漢) 등을 초기의 동인으로 하여 기관지 <창조계간(創造季刊)> <창조주보(創造週報)> <창조일(創造日)> 등을 발간, 또한 궈모뤄의 <여신(女神)>, 유이달후의 <심륜(沈淪)> 등을 비롯한 창조사 총서(叢書)를 출판하였다. 개성의 혁명적 해방, 혁명적 낭만주의의 반봉건 사상을 표현하였다. 결코 사회적인 것은 아니었고 현실에 대한 반역적 문학의 표현의 하나였다. 1925년경부터 이들의 극단적인 혁명 낭만주의 성향은 중국 공산당의 프롤레타리아 독재 혁명 운동에 적극적으로 가담하는 것으로 강하게 기울어지고, 1927-1928년경부터 <홍수(洪水)> <창조월간(創造月刊)> <문화비판(文化批判)> 등을 기관지로 하여 프로 문학을 제창했다. 이 무렵에는 일본 유학파의 작가 펑나이차오(馮乃超)(1901- ? ), 리추리(李初梨) 등도 여기에 가담하였으며, 또한 루쉰, 마오둔 등 천두슈와 리다자오, 취추바이 등으로부터 이어져 간 마르크스-레닌주의 북경파, 나아가 조중(朝中) 유물사관 통일파와 차츰적으로 대립과 협력의 관계를 가져가고 있었다. 이들과의 중공 혁명 문학 방법론적 차이 속에서 첸싱춴(錢杏邨, 1901- ? ), 장콴츠(蔣光慈, 1901-1931) 등의 태양사(太陽社) 당원 작가들은 중국 공산당의 계급투쟁 문학의 색채를 더욱 도드라지게 나타내는 혁명적 취향을 드러내기도 했다. 이들 삼파가 향후 모두 1930년대 중화소비에트공화국이 지도하는 취추바이, 저우언라이, 루쉰, 마오둔 등의 상하이 중국좌익작가연맹의 주력군이 되는 것이다.